# Motiejus Krivas

Motiejus Krivas, né le 1er décembre 2004 à Šiauliai, est un joueur lituanien de basket-ball évoluant au poste de pivot. Il joue actuellement pour les Wildcats de l'Arizona en NCAA.

## Biographie

### Débuts avec le Žalgiris Kaunas
Motiejus Krivas commence sa carrière au Žalgiris Kaunas, évoluant principalement avec l'équipe réserve en NKL, la deuxième division lituanienne. Lors de la saison 2021-2022, il affiche des moyennes de 10,8 points et 6,9 rebonds par match. L'année suivante, il s'impose comme un joueur clé avec 14,0 points et 10,5 rebonds en 17 rencontres.
Krivas fait également ses débuts avec l'équipe première du Žalgiris Kaunas en première division lituanienne (LKL) lors de la saison 2022-2023. En 13 matchs, il tourne à 6,3 points et 3,2 rebonds en seulement 11,2 minutes par match, affichant une adresse remarquable de 68,1 % aux tirs.

### Wildcats de l'Arizona (depuis 2023)
En 2023, Krivas rejoint les Wildcats de l'Arizona en NCAA sous la direction de l'entraîneur Tommy Lloyd.

#### Saison 2023-2024
Lors de sa première saison universitaire, Krivas dispute 36 matchs avec une moyenne de 12,1 minutes par rencontre, affichant 5,4 points, 4,2 rebonds et un pourcentage aux tirs de 55,4 %.

#### Saison 2024-2025
Au début de sa deuxième saison, Krivas est pressenti pour un rôle plus important après le départ d'Oumar Ballo. Cependant, une blessure au pied en décembre 2024 limite sa participation à 8 matchs, avec des moyennes de 7,9 points, 4,5 rebonds et 1,1 passe décisive par match.

## Carrière internationale
Krivas représente la Lituanie dans plusieurs compétitions internationales. Lors du Championnat d'Europe U20 2023, il affiche 12,9 points, 9,7 rebonds et 2,4 contres par match.

## Palmarès

### Professionnel
- Champion de la NKL : 2023 avec le  Žalgiris Kaunas II
- Meilleur défenseur de la NKL : 2023

## Statistiques

### Universitaires
Les statistiques de Motiejus Krivas en matchs universitaires sont les suivantes :
| Saison    | Équipe  | Matchs | Titul. | Min./m | % Tir | % 3pts | % LF | Rbds/m. | Pass/m. | Int/m. | Ctr/m. | Pts/m. |
| --------- | ------- | ------ | ------ | ------ | ----- | ------ | ---- | ------- | ------- | ------ | ------ | ------ |
| 2023-2024 | Arizona | 36     | 0      | 12,1   | 55,4  | —      | 77,8 | 4,2     | 0,3     | 0,3    | 0,5    | 5,4    |
| Total     | Total   | 36     | 0      | 12,1   | 55,4  | —      | 77,8 | 4,2     | 0,3     | 0,3    | 0,5    | 5,4    |

### Professionnelles
Les statistiques de Motiejus Krivas en championnat professionnel sont les suivantes :
| Saison    | Équipe             | Matchs | Titul. | Min./m | % Tir | % 3pts | % LF  | Rbds/m. | Pass/m. | Int/m. | Ctr/m. | Pts/m. |
| --------- | ------------------ | ------ | ------ | ------ | ----- | ------ | ----- | ------- | ------- | ------ | ------ | ------ |
| 2021-2022 | Žalgiris Kaunas II | 37     | X      | 21,6   | 57,1  | 33,3   | 65,7  | 6,9     | 1,0     | 0,8    | 1,3    | 10,8   |
| 2022-2023 | Žalgiris Kaunas II | 17     | X      | 25,4   | 59,9  | 25,0   | 74,6  | 10,5    | 1,4     | 0,9    | 1,3    | 14,0   |
| 2022-2023 | Žalgiris Kaunas    | 13     | X      | 11,2   | 68,1  | —      | 100,0 | 3,2     | 0,5     | 0,5    | 0,5    | 6,3    |
| Total     | Total              | 67     | X      | 19,4   | 59,2  | 29,2   | 70,1  | 6,8     | 1,0     | 0,7    | 1,1    | 10,3   |